# Kaipolanlahti
Kaipolanlahti är en del av sjön Pihlajavesi i Finland.   Den ligger i landskapet Södra Savolax. Kaipolanlahti ligger 78,5 meter över havet.